# 新川浩嗣
新川浩嗣（しんかわ ひろつぐ、1963年4月22日 - ）は、日本の財務官僚。財務省では医療費と税制に長く携わり、2024年7月から財務事務次官となった。

## 来歴
香川県出身。妻は西村あさひ法律事務所パートナー弁護士や東京電力ホールディングス取締役を務める新川麻。
香川県立丸亀高等学校を経て、東京大学経済学部卒業。東大経済学部在学中に国家公務員一種試験（経済）を受験。日本銀行からも内定を貰っていたが、当時の小粥正巳大臣官房長が部下を使い説得させたため、日本銀行を辞退し、1987年 大蔵省入省（大臣官房調査企画課）。東京国税局館山税務署長の後、青森県で課長職、主計局主計官補佐で通産係と厚生労働係の主査、金融庁で室長職を経験し、2008年8月2日 伊吹財務大臣秘書官（事務担当）。
同年9月24日 財務省主税局調査課長。2009年7月24日から2011年7月8日まで主税局税制第二課長に就いた。税制第二課長在職中は勝栄二郎（当時は主計局長→事務次官）の下で社会保障と税の一体改革につながる下地作りを指揮していた。
2016年 内閣官房内閣審議官（内閣官房副長官補付）兼内閣官房農林水産業輸出力強化等推進室次長。2017年7月7日に主税局担当の大臣官房審議官となり、2018年7月27日より安倍内閣総理大臣秘書官（事務担当）となる。2020年9月18日 第4次安倍内閣総辞職に伴い、財務省に戻り、同年11月16日に経済情勢の調査・分析、各省庁や日銀との窓口となるポストである大臣官房の総括審議官（局長級）に就任。 2021年7月8日 大臣官房長に就任。2022年6月24日 主計局長に就任。2024年7月5日 財務事務次官に就任。

## 職歴
- 1987年4月：大蔵省入省
- 1989年6月：米国イエール大学留学[11]
- 1991年7月：証券局証券市場課企画係長
- 1993年7月：東京国税局館山税務署長[7]
- 1994年7月：大臣官房秘書課財務官室課長補佐[12]
- 1995年7月：青森県農林部経済課長
- 1997年4月：青森県総務部財政課長
- 1998年7月：主計局主計官補佐（通商産業第三係主査）
- 1999年7月：主計局法規課長補佐（第一）
- 2000年7月：主計局主計官補佐（厚生・労働第三係主査）
- 2001年1月：財務省主計局主計官補佐（厚生労働第三係主査）
- 2003年7月：大臣官房文書課長補佐 兼 大臣官房文書課調査室長
- 2004年7月：金融庁総務企画局企画課信用機構室長
- 2005年7月：金融庁総務企画局企画課信用機構企画室長
- 2005年8月：金融庁総務企画局企画課調査室長 兼 金融庁総務企画局市場課市場業務室長
- 2007年7月：大臣官房企画官 兼 主計局厚生労働第一、二、三、四、五、六、七係
- 2008年7月：主計局主計企画官（調整担当）
- 2008年8月：伊吹財務大臣秘書官（事務担当）
- 2008年9月：主税局調査課長
- 2009年7月：主税局税制第二課長
- 2011年7月：大臣官房付
- 2011年8月：主計局主計官（厚生労働第一担当）
- 2014年7月：主計局総務課長
- 2015年4月：主計局総務課長 兼 主計局給与共済課長
- 2015年5月：主計局総務課長
- 2015年7月：大臣官房文書課長
- 2016年6月：内閣官房内閣審議官（内閣官房副長官補付）
- 2016年8月：内閣官房内閣審議官（内閣官房副長官補） 兼 内閣官房農林水産業輸出力強化等推進室次長[13]
- 2017年7月：大臣官房審議官（主税局担当）
- 2018年7月：依願退官、安倍内閣総理大臣秘書官（事務担当）
- 2020年9月：依願退官、大臣官房付
- 2020年11月：大臣官房総括審議官
- 2021年3月：大臣官房総括審議官 兼 内閣官房内閣審議官（内閣官房副長官補付） 兼 内閣官房気候変動対策推進室長
- 2021年7月：大臣官房長 兼 内閣官房内閣審議官（内閣官房副長官補付） 兼 内閣官房気候変動対策推進室長
- 2022年5月：大臣官房長 兼 大臣官房総括審議官 兼 内閣官房内閣審議官（内閣官房副長官補付） 兼 内閣官房気候変動対策推進室長 兼 令和3年経済対策世帯給付金等事業企画室次長
- 2022年6月：主計局長
- 2024年7月：財務事務次官[10]

## 入省同期
| 氏名     | 出身大学   | 配属先             | 職歴 |
| -------- | ---------- | ------------------ | --- |
| 臼杵芳樹 | 東大経済卒 | 国際金融局調査課   | 東京税関長、名古屋国税局長、預金保険機構総務部長、預金保険機構検査部長 |
| 神田眞人 | 東大法卒   | 理財局総務課       | 財務官、国際局長、大臣官房総括審議官 主計局次長（首席）、主計局次長（末席） |
| 栗田照久 | 京大法卒   | 理財局国債課       | 金融庁長官、金融庁総合政策局長 金融庁監督局長兼内閣官房成長戦略会議事務局私的独占禁止法特例法案準備室長代理 金融庁監督局長兼内閣官房日本経済再生総合事務局私的独占禁止法特例法案準備室長代理             |
| 斎藤通雄 | 東大法卒   | 主税局調査課       | 理財局長、東海財務局長、産業革新投資機構CFO |
| 新川浩嗣 | 東大経済卒 | 大臣官房調査企画課 | 財務事務次官、主計局長、大臣官房長兼内閣官房気候変動対策推進室長、大臣官房総括審議官兼内閣官房気候変動対策推進室長 内閣総理大臣秘書官、大臣官房審議官（主税局担当）、主税局税制第二課長                  |
| 辻庄市   | 東大法卒   | 大臣官房文書課     | 信州大学経法学部教授 北陸財務局長、内閣官房まち・ひと・しごと創生本部事務局次長、中国財務局長 |
| 藤本哲也 | 東大法卒   | 大臣官房秘書課     | 公正取引委員会事務総長、公正取引委員会事務総局経済取引局長、公正取引委員会事務総局審査局長 公正取引委員会事務総局官房政策立案総括審議官                                                                  |
| 松尾元信 | 東大法卒   | 大臣官房文書課     | 金融庁総合政策局長兼内閣官房国際テロ情報集約室次長 金融庁証券取引等監視委員会事務局長、金融庁総合政策局政策立案総括審議官                                                                                |
| 水口純   | 東大法卒   | 主計局総務課       | 国際通貨基金（IMF）理事、大臣官房政策立案総括審議官 東海財務局長、金融庁証券取引等監視委員会事務局次長                                                                                                   |
| 鑓水洋   | 東大法卒   | 国際金融局総務課   | 環境省大臣官房長、国税庁次長 理財局次長（理財担当） |
| 渡部晶   | 京大法卒   | 証券局証券業務課   | 財務総合政策研究所長 大臣官房政策立案総括審議官兼大臣官房企画調整主幹（企画調整総括官）兼財務総合政策研究所副所長 大臣官房公文書監理官兼大臣官房企画調整主幹（企画調整総括官）兼財務総合政策研究所副所長 |

## 著書
- 『図解 日本の税制（平成21年度版）』財経詳報社、2009年9月発行